# Ron Turner
Ronald Frederick Turner, detto Ron (Londra, 17 giugno 1927 – Londra, 12 ottobre 2007), è stato un pallanuotista britannico.
Ha disputato le Olimpiadi di Helsinki 1952 e di Melbourne 1956.